# Джейд (Mortal Kombat)
Джейд (англ. Jade) — вымышленный игровой персонаж из серии Mortal Kombat. Дебютировала в 1993 году, когда появилась в качестве неуправляемого секретного персонажа в Mortal Kombat II в зелёном костюме с изменённой палитрой Китаны. Впоследствии в 1995 году Джейд стала играбельным персонажем в Ultimate Mortal Kombat 3. Она также появлялась в других произведениях медиафраншизы Mortal Kombat. Персонаж Джейд получил в основном положительные отклики.

## Концепция
Джейд впервые появилась в Mortal Kombat II в виде перекрашенной в зелёный цвет палитры Китаны, но с более тёмной кожей (за исключением версий для Sega Mega Drive и Sega Saturn) и веерами золотистого цвета вместо серебряного. Зелёный цвет для ещё неназванного персонажа предложила Каталин Замиар, актриса, которая изображала Китану, Милину и Джейд, во время коллективного обсуждения введения нового бойца. В Ultimate Mortal Kombat 3 и последующих выпусках, несмотря на то, что цвет кожи Милины иногда даже темнее, чем у Китаны, но кожа Джейд остаётся неизменно самой тёмной. По аналогии с персонажами ниндзя мужского пола в играх серии Mortal Kombat, Китана, Милина и Джейд значительно эволюционировали от их исходной смены палитры, дополнительных костюмов и других особенностей, как например, прически в поздних играх этой серии.

## Появления

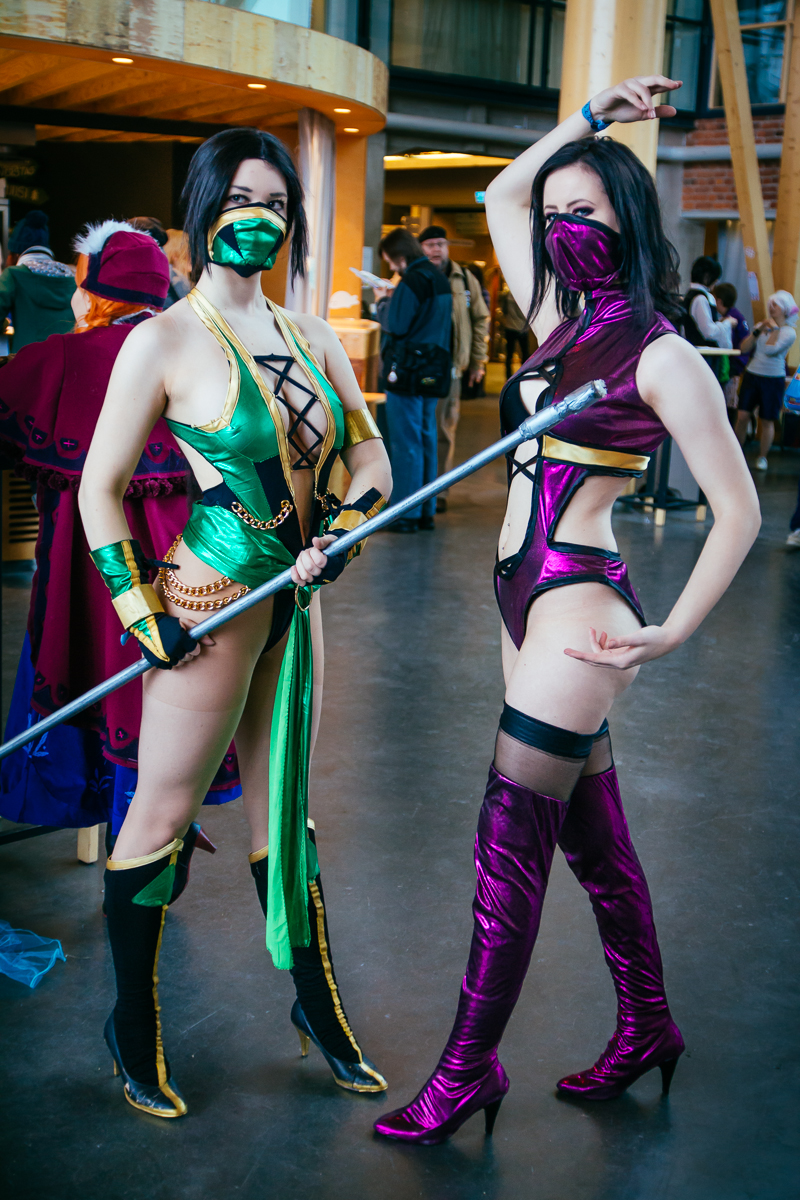
Косплей (рядом с Милиной)

В Mortal Kombat II Джейд была таинственным скрытым персонажем. Пользуясь подсказками в случайных боях, игрок получал доступ в Логово Горо, где она была его противником.
Позднее, уже как игровой персонаж, Джейд появилась в Ultimate Mortal Kombat 3. В самом начале она служила Шао Кану, который планировал использовать её в качестве резервной силы в случае, если его другие воины проиграют на втором турнире, не выдержав яростной атаки воинов Земли. Как и принцесса Китана, с которой Джейд дружила с самого детства, она родом не из Внешнего Мира, а из Эдении, и это все что известно о самом раннем этапе её жизни. В событиях Ultimate Mortal Kombat 3 Китану приговаривают к смерти за измену, которая заключалась в том, что принцесса убила Милену. Шао Кан приказал Джейд и Рептилии пробраться на Землю и взять мятежную принцессу в плен. Но под конец Джейд решает помочь Китане и останавливает Рептилию.
В Mortal Kombat: Deception Джейд становится свидетельницей зловещих событий: Онага воскрешает Китану и её погибших друзей и накладывает на них заклятие, чтобы сделать своими верными слугами. Джейд возвращается в Эдению, где находит королеву Синдел, запертую в темнице под охраной собственной дочери. Джейд нападает на Китану и заманивает её в клетку. Китана начинает звать стражу, но Джейд успевает освободить Синдел, и они вместе бегут во Внешний Мир через портал. Джейд решает помочь Синдел освободить Китану от заклятия Онаги, а также решает найти Таню и отомстить ей за то, что она снова предала Эдению.
В Mortal Kombat: Armageddon обретя силу Блейза, Джейд осуществила то, чего хотела больше всего. Издав крик невероятной мощи, она расколола надвое пирамиду. Одним вдохом Джейд затянула в пирамиду все силы зла, после чего две половины вновь сошлись, навеки заключив воинов тьмы внутри пирамиды. Джейд стала героем, а пирамида осталась на своём месте в качестве предупреждения тем, кто когда-либо решит покуситься на Эдению.
MORTAL KOMBAT (2011)
Лейтенант Соня Блейд прибыла на остров чтобы найти Кано — лидера преступной группировки «Чёрный дракон», который узнал что на острове Шан Цзуна есть сокровища, но она натыкается на своего командира, Джексона Бриггса. Шан Цзун послал Джейд и Китану остановить их. Соня вызвала подкрепление, но Шан Цзун подбил вертолёт спецназа в самый последний момент. Соня принимает вызов от Китаны и Джейд и побеждает.
Следующая сцена где появляется Джейд происходит на побережье Внешнего мира. Джейд преследует Китану. Наконец Китана не выдерживает и даёт понять что заметила Джейд. Китана просит оставить её в покое, но Джейд говорит что не может исполнить просьбу лучшей подруги, поскольку император Шао Кан приказал Джейд охранять его дочь. Китана побеждает Джейд и та больше не в силах преследовать Китану. Рэйден направляет Китану на верный путь и принимает её в общество «Белого лотоса». Он говорит, что нужно изменить будущее, в котором все бойцы турнира погибнут, а все миры будут обречены. Для этого она должна отправиться в лабораторию Шан Цзуна, которая находится в заколдованном лесу внешнего мира. Джейд снова возвращается к своему караулу и встаёт на пути Китаны. Китана просит пропустить её, но Джейд снова говорит, что Шан Цзун приказал никому не входить в лабораторию кроме его самого и императора Шао Кана. Китана снова побеждает Джейд и входит лабораторию, где она видит, капсулы наполненные зелёной жидкостью, а в них гибрид Китаны и таркатанца. На операционном столе лежит ещё один гибрид. Китана подходит к гибриду, тот неожиданно встаёт и хочет сродниться с Китаной и считает что она её сестра, но Китана утверждает что она не её сестра и вступает с гибридом в бой. В это время в лабораторию входит Шан Цзун. Китана вызывает на поединок Шан Цзуна. Китана побеждает его и спешит во дворец Шао Кана. Там она рассказывает отцу, что видела в лаборатории Шан Цзуна, и просит казнить его. Тогда Шао Кан подходит к только что пришедшему Шан Цзуну и говорит, чтобы тот продолжал в том же духе. Китана делает выговор отцу, но тот отрицает, что он её отец и рассказывает судьбу её настоящего отца: он потерял контроль над телом, когда Шао Кан переселился в его тело, а душу отдал Шан Цзуну. Он приказывает казнить Китану и объявляет, что Милена (гибрид из лаборатории) его дочь. Это видела Джейд из-за угла и поклялась даже ценой собственной жизни спасти подругу. Она вступает в общество «Белого лотоса» и просит Рэйдена помочь Китане. Рэйден соглашается, и когда «Белый лотос» пришёл выручать Китану, то их встретила не Китана, а Шива и Рептилия, а потом присоединился и Горо (Правда, Китану спасала не Джейд, а Лю Кан и Кун Лао).
После воскрешения Синдел, её отправили убить всех членов «Белого лотоса». Выжили только Соня Блейд и Джонни Кейдж. Синдел разорвала живот Джейд и вырвала оттуда печень. Ночной волк покончил жизнь самоубийством, но покончил и с Синдел. Когда Лю Кан и Рэйден вернулись из Нексуса было уже поздно. Лю Кан покинул «Белый лотос». Тогда Рэйден отправился в Нижний мир, просить помощи у Куан Чи взамен на его душу и души павших на этой войне. Но Куна Чи отказался помогать, поскольку договорился с Шао Каном, что если души ордена «Белого лотоса» падут, то они отправятся в Нижний мир и обменяют душу Синдел взамен на воскрешение Синдел. И направил на Рэйдена свою армию, состоящую из Синдел, Кабала, Джакса Бриггса, Страйкера, Джейд, Китаны, Ночного Волка и Кун Лао. После первых трёх противников Куан Чи даёт подсказку Рэйдену, но тот думает что это просто болтовня, а после вторых трёх соперников Рэйдэн разгадывает загадку: надо дать Шао Кану объединить два мира, тогда Древние боги разгневаются и наделят Рэйдена силой, которая сможет победить Шао Кана. С зомби Джейд игроку биться не предстоит.
Концовка в МК (2011): После победы над Шао Каном Джейд была крайне истощена. Она заснула и попала в новый мир, Мир снов. Там была королевой этого мира. Долгое время она наблюдала за происходящим со стороны, но теперь когда она нашла лучшего воина, она может вмешаться в реальность.